# David Octavius Hill
David Octavius Hill, född 20 maj 1802, död 17 maj 1870, var en skotsk målare och fotograf.
David Octavius Hill var sekreterare i skotska konstakademien. Som målare erhöll han uppdraget att i en jättemålning avbilda de 470 deltagarna vid bildandet av den skotska frikyrkan 1843. För att kunna genomföra uppgiften fotograferade Hill tillsammans med sin assistent Robert Adamson på pappersnegativ med den just då av Henry Fox Talbot förbättrade fotograferingsmetoden talbotypi ett stort antal porträtt både av modellerna för tavlan och av ledande kulturpersonligheter i Skottland. Hills fotografier, som har stort kulturhistoriskt värde, präglas av god stoffverkan och säker teknik samt har god grafisk effekt. Tack vare sin konstnärliga skolning förstod Hill att i fotografierna överföra något av det engelska porträttmaterialets förnäma traditioner. Hill räknas som den konstnärliga fotograferingens grundare.